# Klubi Sportiv Dinamo Tirana
El Klubi Sportiv Dinamo Tirana és un club de futbol albanès de la ciutat de Tirana.

## Història

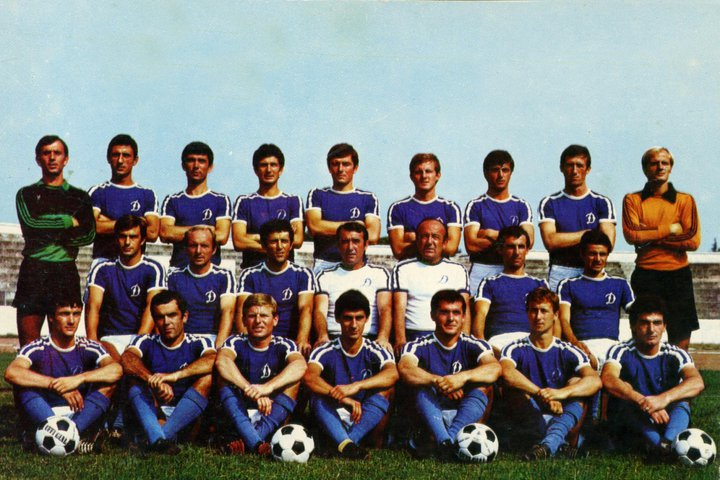
Dinamo Tirana, 1981.

Evolució del nom:
- 1949: KS Dinamo Tirana
- 1995: KS Olimpik Tirana
- 1997: KS Dinamo Tirana

## Palmarès
- Lliga albanesa de futbol: 18
  - 1950, 1951, 1952, 1953, 1955, 1956, 1960, 1966-67, 1972-73, 1974-75, 1975-76, 1976-77, 1979-80, 1985-86, 1989-90, 2001-02, 2007-08, 2009-10

- Copa albanesa de futbol: 13
  - 1950, 1951, 1952, 1953, 1954, 1960, 1971, 1974, 1978, 1982, 1989, 1990, 2003

- Supercopa albanesa de futbol: 2
  - 1989, 2008